# Балакшин, Сергей Александрович

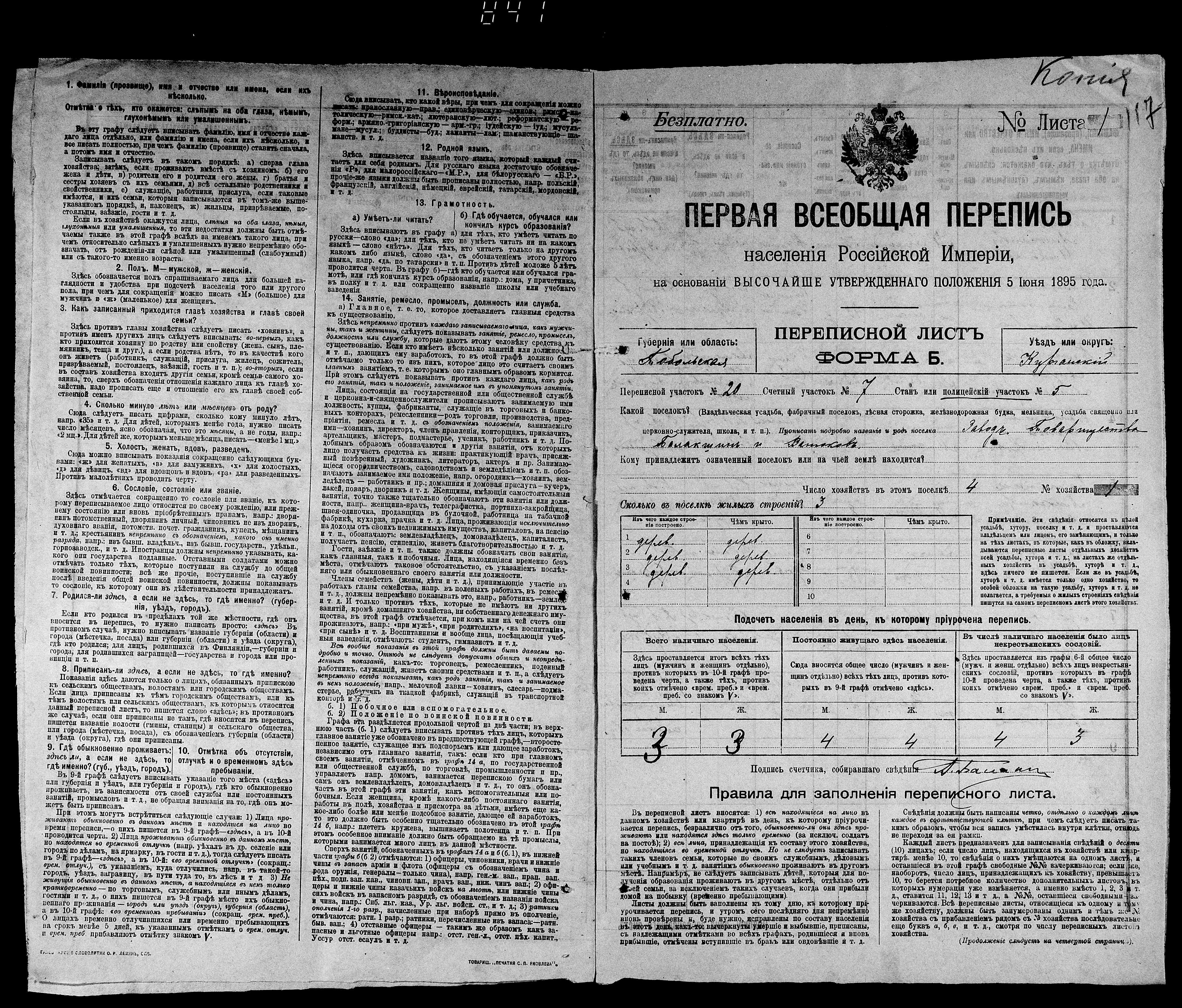
Перепись населения Российской империи (1897), лист с описанием жилых строений Завода Товарищества Балакшин и Ванюков.

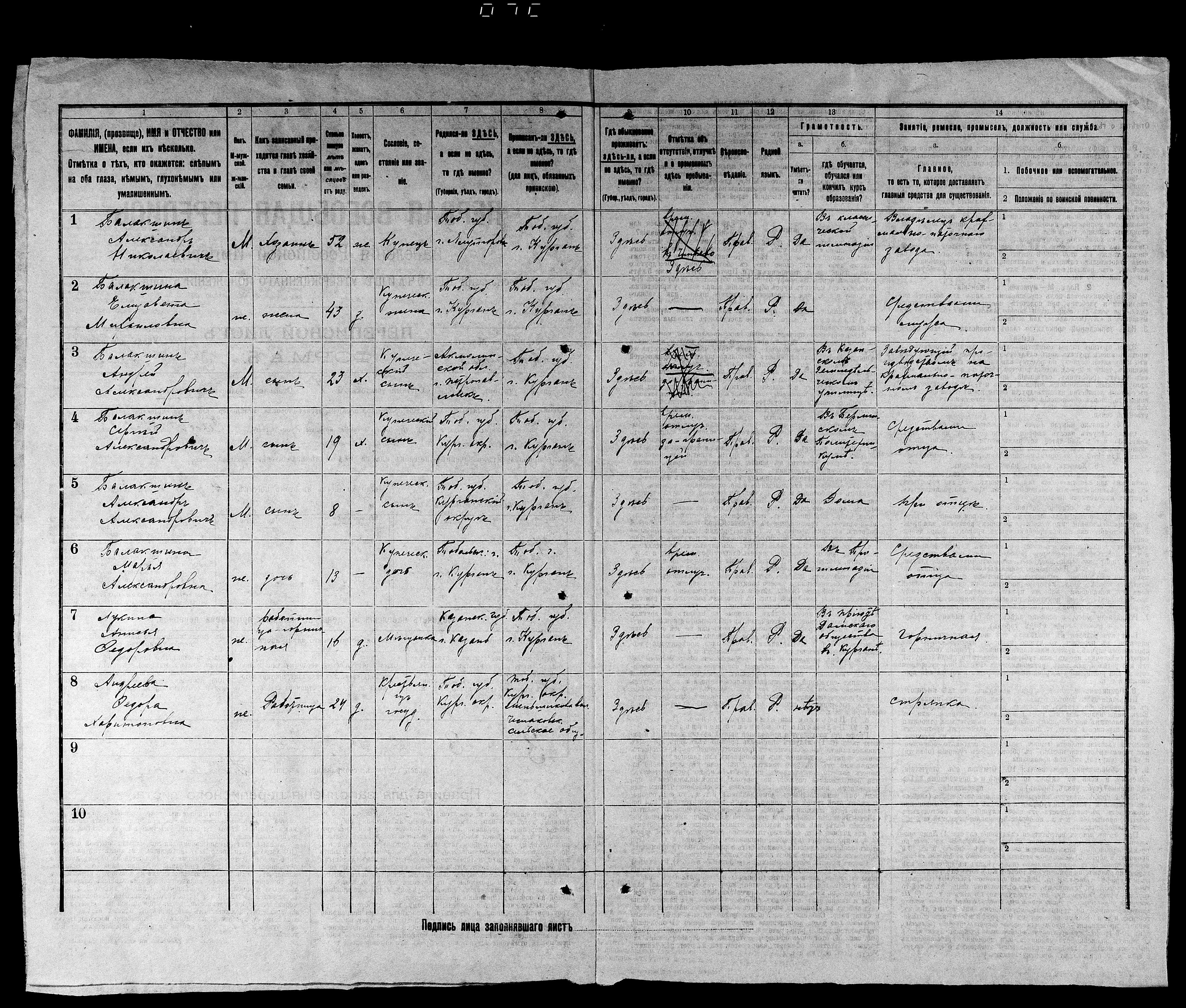
Перепись населения Российской империи (1897), лист с описанием семьи Балакшиных.

Сергей Александрович Балакшин (22 апреля 1877, Логоушка, Тобольская губерния — 23 июня 1933, Томск, Западно-Сибирский край) — русский советский учёный-гидроэнергетик, инженер-механик, профессор, педагог, конструктор гидротурбин, основатель машиностроения в Зауралье, основатель и владелец чугуно-меднолитейного механического завода (1904—1919) (ныне Кургансельмаш).

## Биография
Сергей Балакшин родился 22 апреля 1877 года в купеческой семье в деревне Старо-Сидорова (Логовушка) Введенской волости Курганского уезда Тобольской губернии Западно-Сибирского генерал-губернаторства, ныне деревня Логоушка входит в Кетовский муниципальный округ Курганской области. В деревне сохранился дом-усадьба купеческой семьи Балакшиных. Его отец, Александр Николаевич Балакшин — русский купец, основатель кооперативного движения в зауральском маслоделии, развивал в сыне любознательность и интерес к технике. Его родители с детства прививали ему трудолюбие, интерес ко всему новому. Елизавета Михайловна, мама Сергея Балакшина, вспоминала:

Серёжа был впечатлительный, наблюдательный и трудолюбивый мальчик. Я никогда не слыхала от него вечного вопроса ребят „Что я буду делать? Он всегда находил себе занятие сам“.
Начальное образование получил дома, с детьми занимались родители и два лета приглашались студенты казанского университета для преподавания естественных наук. Экстерном сдал экзамены за курс уездного училища, которые ему помог подготовить Константин Яковлевич Маляревский, учитель курганской двухклассной ЦПШ, позже священник.
Отец разрешал сыну проводить опыты в химической лаборатории, организованной им при крахмало-паточном заводе. Также в обязанности Сергея Балакшина входило наблюдение за приборами метеорологической станции «Старо-Сидорово». В Санкт-Петербург направлялись систематически (три раза в день) сводки наблюдений, там они обрабатывались и включались в метеосводки по всей России. В 1892—1895 годах Сергей Александрович учился в Омском техническом училище. Елизавета Михайловна вспоминала:

Серёжу приняли в Омское техническое училище. Учащиеся продвинулись по физике и другим предметам далеко вперед, и Сергею пришлось их догонять. Кроме того, приходилось по 4 часа в день работать в мастерских — столярной, слесарной и литейной. Особенно трудно было в литейной, где было очень жарко. Подбор учителей в училище оказался хороший. Директор Панов был строгий и требовательный человек. Он наладил дисциплину в училище. По вечерам он заходил в мастерские и наблюдал за работами. Серёжа всегда отличался прилежанием.

Серёжа был первым учеников в училище. Занимался немецким языком и увлекался фотографией. На каникулы Серёжа приезжал домой в Курган с товарищем. Тогда уже было открыто железнодорожное движение между Омском и Курганом.
В 1895 году, после окончания Омского технического училище, С. А. Балакшин поступил в Шарлоттенбургский политехнический институт в пригороде Берлина, который окончил в 1899 году. Во время учёбы в Шарлоттенбургском политехническом институте Сергей Балакшин посещал музеи Берлина, изучал новинки техники, работал в лабораториях Шарлоттенбургского политехнического института, посещал немецкие заводы и изучал организацию и технологию их производства. Сергей Балакшин в институте ценил профессора Сляби, который передавал студентам свой опыт и знания в области передовой техники. Сергей Александрович на всю жизнь запомнил рекомендации профессора Сляби: 

Дело инженера при опытных исследованиях не в отсчитывании по шкалам. Это с большим успехом лучше вас может сделать простой нетренированный рабочий. Дело инженера — скомбинировать результаты опыта, обобщить их и сделать надлежащие выводы.
Когда учёба уже шла к концу, Сергей Балакшин приезжает в Россию вместе с Константином Ванюковым, который тоже учился в Берлине, на свадьбу своего брата Андрея Балакшина, и тут Сергей Балакшин объявляет, что любит Елену Ванюкову и тоже желает жениться. В июле 1899 года Сергей Александрович и Елена Андреевна обвенчались в Введенской церкви и уехали в Германию, где С. А. Балакшину нужно было учиться ещё целый семестр.
В конце 1899 года Сергей Александрович Балакшин окончил Шарлоттенбургский политехнический институт с дипломом инженера-механика и вернулся со своей супругой в родной край, в деревню Логовушка Курганского уезда Тобольской губернии. По возвращении из Германии Сергею Александровичу предложили работать главным инженером на заводе в городе Киеве, но он отказался от этого предложения, потому что стремился осуществить главную задачу своей жизни — создание и развитие машиностроения в Сибири. 
По приезде домой, отец Сергея Балакшина и тесть Андрей Порфирьевич Ванюков приняли его в своё «Товарищество А. Балакшин и А. Ванюков», которое было преобразовано в «Товарищество Балакшин, Ванюков и К.» и Сергей Александрович приступил к организации в деревне Логовушке механической мастерской, которая открылась в середине 1900 года, в 20 километров от Кургана. Руководил механической мастерской по выпуску оборудования для маслодельной промышленности. Мастерская выпускала ручные и приводные маслобойки, конные приводы, отжимочные столы, молоковесы, фляги и пр. Изготовленные на заводе маслобойки «Виктория» и маслообработники датского типа не уступали заграничным образцам.
В 1902 году в журнале «Технический сборник и Вестник промышленности» (№ 9) была опубликована его статья «Необходимость введения обучения производству опытов с машинами в технических училищах и педагогическая постановка этих занятий», в том же журнале в 1903 году Сергей Александрович опубликовал статью «Американское машиностроение и причины его быстрых успехов», в 1904 году статью «Технические бюро в Америке и их организация в крупных производствах». 
В 1903 году С. А. Балакшин перевёл мастерскую из деревни Логовушки в город Курган и на её базе создал 1 января 1904 года чугуно-меднолитейный механический завод (ныне Кургансельмаш) и одновременно вышел из состава товарищества «Балакшин, Ванюков и К.». В 1893 году Товарищество купило участок земли в Кургане, между улицами Ново-Запольной и Степной (ул. Гоголя – ул. Пушкина), прилегающий к Казарменному переулку (ул. Кирова), размером 40х60 саженей. 7 июля 1896 года прикупили соседний участок 10х60 саженей, получив общую площадь 50х60 саженей. Эту землю предали Сергею под завод, там ныне располагается Курганская областная клиническая больница. Вначале завод выпускал оборудование для маслодельных предприятий, но Сергей Александрович думал об организации производства гидротурбин. 
В 1904 году принял участие в установке и запуске заграничной гидротурбины фирмы «Эрлангер», купленой для мельницы Константина Марковича Дунаева (под Курганом). С.А. Балакшин обратил внимание на то, что она недостаточно эффективно использует подводимую к ней энергию воды. В этой связи он критически отнесся и к разработанному проекту своей гидротурбины: уточнил намеченный им профиль лопаток и направляющего аппарата и ввел ряд дополнительных усовершенствований.
В 1905 году на Курганском турбиностроительном заводе была изготовлена первая в Сибири гидротурбина «Богатырь-быстроход» радиально-осевого типа, сконструированная Сергеем Александровичем Балакшиным и была установлена в Кокчетавском уезде. Вторая гидротурбина была установлена на реке Куртамыш Челябинского уезда Оренбургской губернии, а потом гидротурбины устанавливали в Сибири, на Урале, в Европейской части России, Средней Азии и на Кавказе, они обладали высоким коэффициентом полезного действия, широким диапазоном мощностей, надежностью в работе и относительно низкой стоимостью. Кроме турбин завод выпускал турбопостава системы С.А. Балакшина. Прежде, чем продать турбину,  интересовался максимальным и минимальным уровнем воды на водоёме, где стоит мельница, и предлагал наиболее эффективный для этой воды тип турбины. Он считал, что необходимо устанавливать турбину Борец такой величины, для которой река в состоянии дать достаточное количество воды даже во время самого сильного снижения ее уровня.
В 1905—1919 годах Курганский турбиностроительный завод изготовил около тысячи гидротурбин С. А. Балакшина. Спрос на них значительно превышал возможности завода, который ежегодно мог давать только около ста агрегатов. Кроме турбин завод выпускал турбопостава системы Балакшина Сергея Александровича, а также запасные части к турбинам и турбопоставам, чугунные шкивы, трансмиссии, ремни приводные и другую продукцию. Курганский турбиностроительный завод — стал первым в Зауралье машиностроительным центром.
Турбины Балакшина C. А. завоевали мировое признание, они отмечались медалями на российских и международных выставках: в 1908 году в Марселе — Гран-при и золотая медаль, в Стокгольме — Большая серебряная медаль, в 1909 году в Санкт-Петербурге — золотая медаль, в 1911 году Омске — золотая медаль, в 1913 году — бронзовая медаль Министерства финансов России в Омске.
В заводской книге отзывов было оставлено много записей посетителями завода, среди них были учёные, специалисты различных предприятий, заказчики и приемщики оборонных заказов, приезжавшие в Курган. И. Юшков — действительный член Технического общества и Московского общества сельского хозяйства записал: 

Я посетил завод, организованный Сергеем Александровичем, и не могу не выразить чувства уважения к неутомимому труду, энергии и настойчивости таких тружеников, как Сергей Александрович. Пора, наконец, чтобы русское общество отметило труды таких деятелей, создавших при самых отрицательных условиях подобные предприятия.
А. А. Потебня — профессор Томского технологического института также подписался под этим отзывом.
А. Л. Мацеевский — приемщик Военно-промышленного комитета писал:

От всей души желаю полного успеха и процветания заводу во имя общего развития промышленности Сибири и избавления от технического ига иностранцев.
Инженеры В. Хряпзев, Б. Семёнов оставили запись: 

Нами осмотрен завод, организованный инженером С. А. Балакшиным. Это один из лучших заводов Сибири в отношении продуманности производства чугунного литья, а в особенности гидравлических турбин, которые с каждым выпуском обладают новой конструктивной особенностью, двигающей дело турбостроения быстрыми темпами вперед. Побольше бы таких заводов, и Сибирь стала бы на собственные ноги в отношении всевозможных оборудований механического характера. Чувствуется громаднейшая энергия С. А. Балакшина в отношении своего детища, которое достигло теперешнего положения благодаря постоянному уходу этого неутомимого, любящего свое дело человека.
Н. Н. Вальдберг — артиллерийский приемщик, инженер-технолог записал:

Будучи в командировке на Курганском турбиностроительном заводе по делам службы, выношу самое прекрасное впечатление от оборудования и расположения мастерских завода, хотя и небольших, но в них все продумано и видно, что в завод вложена вся душа организатора. Побольше бы таких заводов, которыми так скудна Россия. Еще отмечаю характер изделий, которые вырабатываются на заводе, а именно: водяных турбин, распространение которых в России очень мало, между тем „белого угля“ у нас неисчерпаемые запасы, и только такие заводы, как Курганский турбиностроительный завод, могут способствовать утилизации водной силы для великих нужд населения.
В 1905 году, во время революционных событий он ходил с рабочими на митинги и демонстрации, за что был привлечен к ответственности и был вынужден давать письменные показания. Когда 15 (28) октября 1905 года началась забастовка, то Балакшин сам закрыл завод и отпустил рабочих, т.к. толпа железнодорожных рабочих обходила все заводы, это он сделал уже в виду толпы.
В 1910 году, будучи гласным Курганской городской Думы (созывы 1910—1914 и 1914—1918) поднял вопрос об устройстве в Кургане городской электростанции. В июне 1914 года состоялась приемка теплоэлектростанции в эксплуатацию. С 1912 по 1918 год был членом Попечительного Совета курганской низшей ремесленной школы. Одновременно с этим он входил в Попечительный Совет женской гимназии, где учились его дочери. 11 июня 1910 года на собрании членов Биржевого общества был избран в Биржевой Комитет одним из шести старшин от группы представителей сельскохозяйственной и заводско-фабричной промышленности.
В планах Балакшина было расширение завода, для чего в 1914 году он приобрел соседнюю усадьбу у наследников Владимира Тимофеевича Шедько по Пушкинской, 16.
Сергей Александрович Балакшин после революции перестал быть собственником завода, в «Народной газете» от 10 (23) февраля 1918 года появилось объявление: 

Согласно постановлению курганского исполнительного комитета совета рабочих, солдатских и крестьянских депутатов от 14(1) февраля сего года мой машиностроительный завод в городе Кургане конфискован рабочими, а потому я слагаю с себя всякую ответственность за дальнейшую его работу и исполнение заказов. Инженер Балакшин.
В июне 1918 года, после восстания Чехословацкого корпуса, Механический завод Народного достояния был возвращён С.А. Балакшину. Летом 1919 года он попросил в Государственном банке кредит на расширение завода, но не получил. 14 августа 1919 года красные заняли город Курган. Покидая Курган, Балакшин рассчитался с рабочими и передал ключи от действующего завода рабочему комитету. Он отверг требование белых властей взорвать или вывести завод из строя. Он до конца жизни считал этот завод своим вкладом в промышленное развитие Сибири. Впоследствии завод был переведён из центра города на другие площадки. На этом месте в 1961—1967 годах была построена Курганская областная клиническая больница.
Осенью 1919 года был мобилизован как инженер в белую Русскую армию, но на службу он не попал, в Омске заболел сыпным тифом. Жена, Елена Андреевна приехала за ним ухаживать, но тоже заболела этой болезнью. В ноябре 1919 году уехали в город Томск к своим детям, которые жили у родственников. В Томске он занялся наукой. С. А. Балакшин был руководителем Бюро по исследованию и использованию водных сил Сибири (Сибисполвод). В 1921 году Сергей Александрович организовал экспедицию по обследованию реки Енисей и рек Алтая с целью постройки гидростанций, создал кафедру мукомольного дела в Томском технологическом институте, руководил дипломным проектированием по гидросиловым установкам. В 1922 году в Томске разработал пропеллерную турбину, было изготовлено несколько экземпляров полукустарным способом, которые были установлены на мельницах вблизи Томска. В 1926 году Сергей Александрович был доцентом Сибирского технологического института (Томск), читал курс «Гидросиловые установки». С. А. Балакшин работал заведующим кафедрой Томского технологического института. В 1927 году Балакшин С. А. был редактором отдела «Энергетические ресурсы и электростроительство» Сибирской советской энциклопедии, разработал конструкции быстроходных гидротурбин пропеллерного типа для Курганского турбиностроительного завода. Сергей Александрович, как член Сибплана участвовал в разработке генерального плана электрификации Сибири, входил в состав научно-технической комиссии Сибплана, участвовал в составлении генерального плана мукомольной промышленности Сибирского края. 
В 1931 году Сибирский технологический институт был разделён на несколько институтов. Из з Москвы в Томск был передислоцирован Мукомольно-элеваторный институт. Сергей Александрович стал профессором, заведующим Элеваторной секцией и Проектным бюро по дипломному проектированию Томского научно-производственного мукомольно-элеваторного учебного комбината системы «Союзхлеб».
Профессор С. А. Балакшин выступал с докладами на конференциях и съездах: в Новосибирске на Первом сибирском краевом научно-исследовательском съезде, в 1930 году на Второй мировой энергетической конференции в Берлине, в 1932 году на Энергосъезде в Новосибирске. Был организатором и автором журнала «Мукомольное и элеваторное дело Сибири и Урала». Сергей Александрович Балакшин принимал участие в составлении первого кадастра водных сил Сибири. Является автором многих научных работ.
Сергей Александрович Балакшин скоропостижно скончался в 8 часов утра 23 июня 1933 года в городе Томске Западно-Сибирского края, ныне город — административный центр Томской области. Похоронен <где?>.

## Память
- 21 апреля 2017 года в городе Кургане, в сквере около перекрёстка ул. Гоголя — ул. Кирова установлен закладной камень памятника С.А. Балакшину. На митинге присутствовала внучка Сергея Александровича, Кира Константиновна Карташова[7].
  - 24 сентября 2021 года в Городском саду им. В.И. Ленина (ныне Городской сад имени Александра Невского) был открыт памятник. Скульптор Ольга Юрьевна Красношеина. На открытии присутствовал правнук Константин Карташов — 55°26′20″ с. ш. 65°20′38″ в. д.HGЯO[8][9]
- Мемориальная доска основателю завода Кургансельмаш С.А. Балакшину, город Курган, ул. Куйбышева, 144 — 55°26′40″ с. ш. 65°23′06″ в. д.HGЯO[10]

## Семья
- Дед — Николай Яковлевич Балакшин (ок. 1790 — 8 марта 1870, Ялуторовск), причислен из мещан в ялуторовские 3-й гильдии купцы 13 (25) декабря 1838 года, затем 2-й гильдии купец. Его мать Параскева Козьмовна (1756 — январь 1840, Ялуторовск) в 1801 году уже числилась купеческой вдовой. Бабушка — Еннафа Филипповна (ок. 1807—?), умерла после 1858 года
  - Отец — Александр Николаевич Балакшин (28 августа (9 сентября)  1844 года, Ялуторовск — 28 ноября 1921, Лондон), купец, гласный Курганской городской думы. В 1876 году основал крахмало-паточный завод, а в 1907 году основал Союз Сибирских маслодельных артелей.
  - Мать — Елизавета Михайловна (4 апреля 1851, Курган — 1939, Москва), дочь управляющего Тобольским приказом о ссыльных Михаила Павловича Угрюмовского (? — 1879) и Александры Ивановны.
    - Брат Андрей (6 (18) января 1874 года — 5 января 1956 года, Канада), фермер
- Жена — Елена Андреевна Балакшина (1877 — 26 ноября 1932), дочь Андрея Порфирьевича Ванюкова, соучредителя «Товарищества А. Балакшин и А. Ванюков». В июле 1899 года обвенчались в Введенской церкви. Окончила Пермскую женскую гимназию, изучила немецкий язык, когда с мужем жила в Германии. Была доброй и умной женщиной, всегда поддерживала мужа, была ему другом и помощником. Умерла от сердечного приступа в возрасте 55 лет. Ученик и помощник Балакшиных Ф. Р. Вотяков воспоминал:

Особенно душевная женщина была Елена Андреевна, я никогда за 18 лет не слыхал от нее слова упрека, а также никогда она не бранилась. Всегда была спокойна. Бывало Сергей Александрович разволнуется чем-либо, а она его успокаивала, обращаясь к нему на немецком языке.
- - Старший сын Борис (29 августа 1900 — 7 апреля 1974) в Кургане окончил гимназию с серебряной медалью. Учился в Томском технологическом институте, инженер-механик, доктор технических наук, профессор, лауреат Ленинской премии (1972), заслуженный деятель науки и техники РСФСР, почётный доктор-инженер Дрезденского политехнического университета.
  - Дочь Евгения Карташова (21 апреля 1902—1991), кандидат наук, архитектор, доцент, главный архитектор Фрунзенского района города Москвы участвовала в проектировании Фрунзенской набережной, Комсомольского проспекта, стадиона в Лужниках.
  - Дочь Маргарита Михайлова (16 июля 1903—1996), окончила медицинский факультет Томского университета, кандидат медицинских наук.
  - Сын Александр (25 мая 1905—1985), окончил физико-математический факультет Томского университета, радиоинженер, в 1958 году на Всемирной выставке в Брюсселе был награждён золотой медалью за конструкцию радиоприемника «Волна».
  - Сын Сергей (30 декабря 1912 — 21 января 1915) прожил всего два года и умер от скарлатины[3].